# Al Marakeb Pro Cycling Team
L'equip Al Marakeb Pro Cycling Team (codi UCI: MPC) va ser un equip ciclista professional dels Emirats Àrabs Units, d'origen marroquí, de categoria continental. Creat el 2015, el 2016 va tenir la seu a l'emirat d'Umm al-Qaiwain.

## Principals resultats
- Critèrium Internacional de Blida: Nassim Saidi (2016)

### A les grans voltes
- Giro d'Itàlia
  - 0 participacions
- Tour de França
  - 0 participacions
- Volta a Espanya
  - 0 participacions

## Classificacions UCI
L'equip participa en les proves dels circuits continentals.
UCI Àfrica Tour
| Temporada | Classificació per equips | Millor ciclista en la classificació individual |
| --------- | ------------------------ | ---------------------------------------------- |
| 2015      | 8è                       | Tarik Chaoufi (51è)                            |
| 2016      | 9è                       | Reda Aadel (56è)                               |